# Eichenblättrige Hortensie

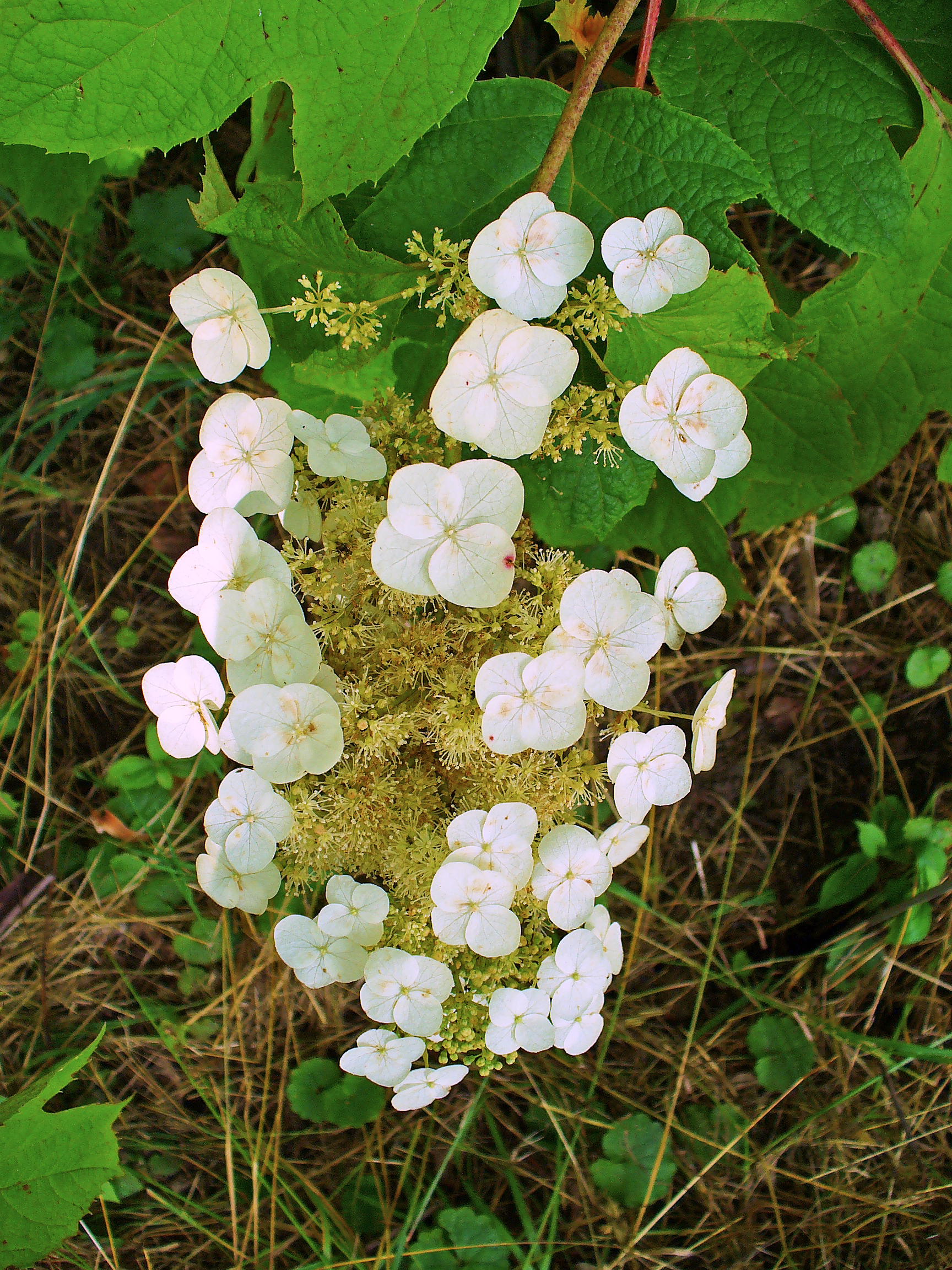
Blütenstand

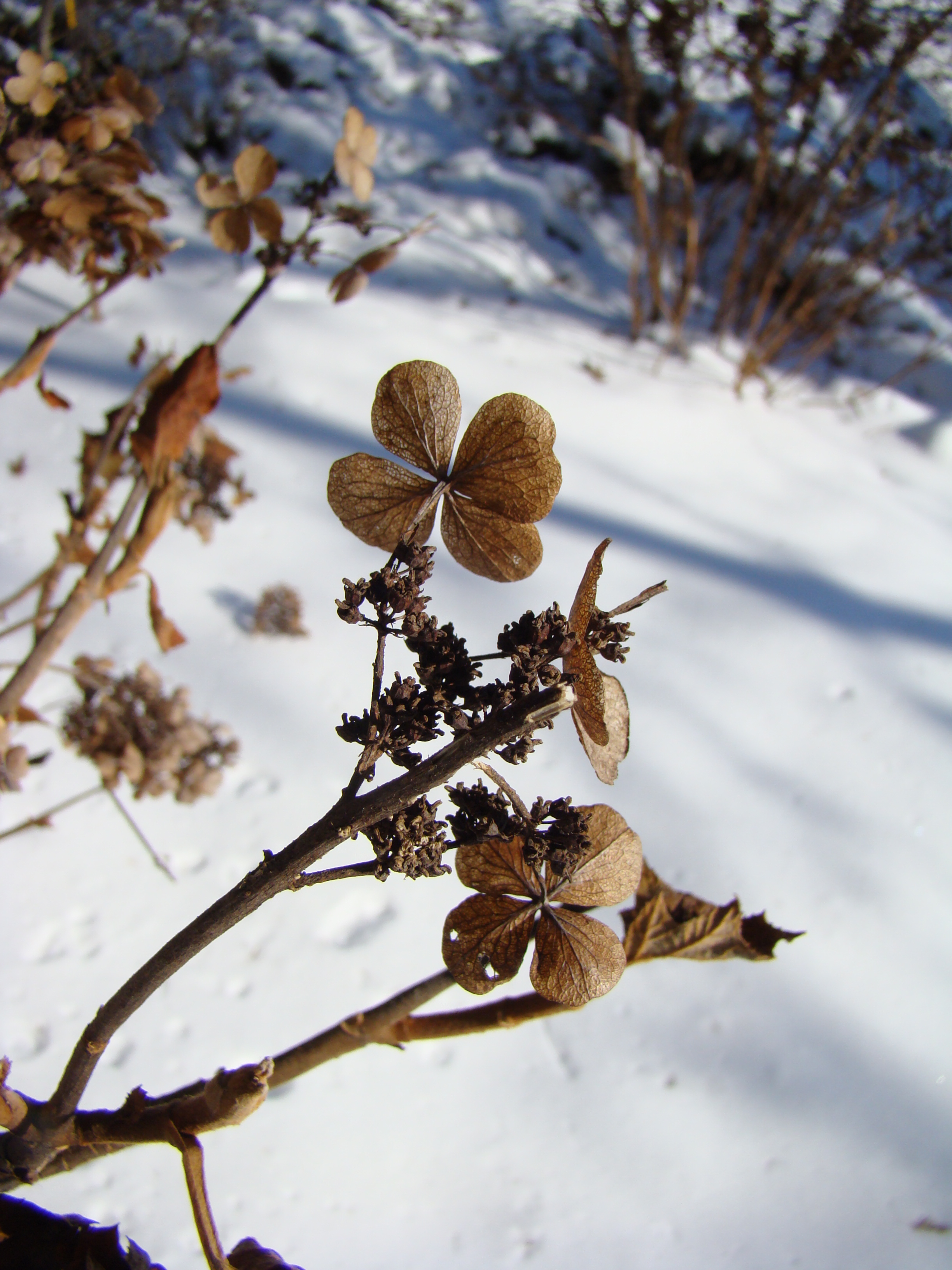
Fruchtstand

Die Eichenblättrige Hortensie oder Eichen-Hortensie (Hydrangea quercifolia) ist ein kleiner Strauch aus der Familie der Hortensiengewächse. Sie wird aufgrund der dekorativen Blüten manchmal als Zierpflanze verwendet. Das natürliche Verbreitungsgebiet liegt im Südosten der Vereinigten Staaten. In anderen Gebieten der USA wurde sie eingebürgert.

## Beschreibung
Die laubabwerfende Eichenblättrige Hortensie bildet 1 bis 2 Meter hohe, aufrechte bis ausgebreitete Sträucher mit anfangs fein rötlich-filzig behaarten und später verkahlenden jungen Trieben.
Die gegenständigen Laubblätter sind einfach und haben einen 2,5 bis 10 Zentimeter langen, behaarten Stiel. Die leicht ledrige Blattspreite ist gelappt bis geteilt, 8 bis 25 Zentimeter groß, mit beidseitig jeweils zwei bis drei eiförmigen bis dreieckigen, spitzen bis zugespitzten, gezähnten bis gesägten Lappen. Die Blattoberseite ist runzelig, die Unterseite mehr oder weniger dicht weißlich-filzig behaart mit deutlich hervortretenden Nerven. Die Herbstfärbung ist auffallend rot bis braunrot.
Die leicht duftenden, sterilen oder zwittrigen Blüten sind in vielblütigen, kegelförmigen bis fast rundlichen 15 bis 20 Zentimeter langen, mehr oder weniger behaarten Rispen angeordnet. Die wenigen, länger gestielten, sterilen Blüten ohne Krone sind endständig, seitlich. Die sterilen Blüten sind 3 bis 4 Zentimeter breit und erst weiß, später rötlich, mit vier petaloiden, vergrößerten Kelchblättern. Die vielen, kurz gestielten fertilen, zwittrigen und fünfzähligen Blüten mit doppelter Blütenhülle sind ebenfalls weiß. Es sind 10 vorstehende Staubblätter und ein unterständiger, zweikammeriger Fruchtknoten mit zwei kurzen Griffeln sowie ein Diskus vorhanden.
Die Art blüht von Juli bis September. Es werden kleine, holzige und vielsamige, etwa 3 Millimeter große Kapselfrüchte mit beständigen Griffeln gebildet. Die sehr kleinen Samen sind flach.

## Verbreitung und Standort
Das natürliche Verbreitungsgebiet liegt im Südosten der Vereinigten Staaten. In anderen Gebieten der USA, etwa in Connecticut oder North Carolina wurde sie eingeführt. Sie wächst in Steppen, Trockenwäldern und artenreichen Wäldern auf mäßig trockenen bis frischen, schwach sauren bis alkalischen, sandig-lehmigen bis lehmigen, nährstoffreichen Böden an sonnigen bis lichtschattigen Standorten. Die Art ist wärmeliebend und meist frosthart.

## Systematik
Die Eichenblättrige Hortensie (Hydrangea quercifolia) ist eine Art aus der Gattung der Hortensien (Hydrangea) in der Familie der Hortensiengewächse (Hydrangeaceae), Unterfamilie Hydrangeoideae, Tribus Hydrangeae. Sie wurde von William Bartram 1791 erstbeschrieben.

## Verwendung
Die Eichenblättrige Hortensie wird aufgrund ihrer dekorativen Blätter und Blüten manchmal als Ziergehölz verwendet.